# Mvoung
Le Mvoung est une rivière du Gabon. C'est un des principaux affluents de l'Ivindo dans lequel il se jette en rive droite. C'est donc un sous-affluent de l'Ogooué.

## Géographie
Le Mvoung prend sa source au nord du Gabon, une centaine de kilomètres au sud de la frontière du Cameroun, non loin des sources du Ntem, du Woleu et de l'Okano. Il se jette dans l'Ivindo en rive droite, 35 kilomètres en amont du confluent de ce dernier avec l'Ogooué, après avoir suivi une direction allant principalement du nord vers le sud. 

## Hydrométrie - Les débits à Ovan
Le débit de la rivière a été observé pendant 9 ans (1966-1974) à Ovan, station hydrométrique située non loin de son confluent avec l'Ivindo. 
Le débit annuel moyen ou module observé à Ovan durant cette période a été de 150 m3/s pour une surface de bassin de 8 900 km2.
La lame d'eau écoulée dans le bassin se monte ainsi à 531 millimètres par an, ce qui peut être considéré comme relativement élevé.
Le Mvoung est une rivière abondante, bien alimentée en toutes saisons et donc assez régulière. Le débit moyen mensuel observé en août, mois d'étiage, atteint 57,5 m3/s, soit près de 20 % du débit moyen des mois de novembre (mois de crue maximale), ce qui montre une irrégularité saisonnière modérée. Sur la durée d'observation de 9 ans, le débit mensuel minimal a été de 43 m3/s en août 1974, tandis que le débit mensuel maximal s'élevait à 381 m3/s en novembre 1970.